# SAMSARA FLIGHT 〜輪廻飛翔〜
『SAMSARA FLIGHT 〜輪廻飛翔〜』（サムサラ・フライト りんねひしょう）は、日本のヘヴィメタル・バンドLOUDNESSが2016年に発表した作品である。

## 概要
『ROCK SHOCKS』以来約12年振りとなる再レコーディング・アルバムであり、1st『THE BIRTHDAY EVE 〜誕生前夜〜』から3rd『THE LAW OF DEVIL'S LAND 〜魔界典章〜』までの楽曲が選ばれている。
通常盤（CDのみ）と完全期間限定生産盤（2CD+DVD）の2形態で発売され、後者には「FAN'S BEST SECECTION 〜We are the LOUDNESS〜」と題したファン投票による人気楽曲を収めたベスト盤と2015年9月15日に渋谷公会堂で行われたライヴで撮影された『THUNDER IN THE EAST』完全再現の模様が同梱されている。なお、本作はダウンロード販売やサブスクリプションよるストリーミング配信は行われていない。
本作収録の『IN THE MIRROR」は『CR烈火の炎2』でもBGMの一つとして使用されている。 
またチャート成績としてはオリコンの週間CDアルバムランキングで19位を記録し、『SPIRITUAL CANOE 〜輪廻転生〜』以来、約15年振りのトップ20入りとなった。

## 収録曲

### ディスク1（セルフリメイクアルバム ）
| 全作詞: 二井原実、全作曲: 高崎晃（#5のみ作曲：山下昌良）。 |                                |          |                                   |      |
| #                                                          | タイトル                       | 作詞     | 作曲・編曲                        | 時間 |
| 1.                                                         | 「STREET WOMAN」               | 二井原実 | 高崎晃 （#5のみ作曲： 山下昌良 ） | 6:11 |
| 2.                                                         | 「THE LAW OF DEVIL'S LAND」    | 二井原実 | 高崎晃 （#5のみ作曲： 山下昌良 ） | 5:01 |
| 3.                                                         | 「LOUDNESS」                   | 二井原実 | 高崎晃 （#5のみ作曲： 山下昌良 ） | 6:05 |
| 4.                                                         | 「IN THE MIRROR」              | 二井原実 | 高崎晃 （#5のみ作曲： 山下昌良 ） | 3:38 |
| 5.                                                         | 「BLACK WALL」                 | 二井原実 | 高崎晃 （#5のみ作曲： 山下昌良 ） | 6:00 |
| 6.                                                         | 「ROCK SHOCK (MORE AND MORE)」 | 二井原実 | 高崎晃 （#5のみ作曲： 山下昌良 ） | 5:08 |
| 7.                                                         | 「LONELY PLAYER」              | 二井原実 | 高崎晃 （#5のみ作曲： 山下昌良 ） | 4:56 |
| 8.                                                         | 「DEVIL SOLDIER」              | 二井原実 | 高崎晃 （#5のみ作曲： 山下昌良 ） | 7:44 |
| 9.                                                         | 「BURNING LOVE」               | 二井原実 | 高崎晃 （#5のみ作曲： 山下昌良 ） | 3:58 |
| 10.                                                        | 「ANGEL DUST」                 | 二井原実 | 高崎晃 （#5のみ作曲： 山下昌良 ） | 4:54 |
| 11.                                                        | 「ROAD RACER」(通常盤のみ収録) | 二井原実 | 高崎晃 （#5のみ作曲： 山下昌良 ） | 4:32 |
| 12.                                                        | 「ROCK THE NATION」            | 二井原実 | 高崎晃 （#5のみ作曲： 山下昌良 ） | 3:25 |
| 13.                                                        | 「TO BE DEMON」                | 二井原実 | 高崎晃 （#5のみ作曲： 山下昌良 ） | 6:47 |
| 合計時間:                                                  | 合計時間:                      | 68:24    |                                   |      |

### ディスク2（ファン投票ベストアルバム）
※完全期間限定生産盤のみ
| 全作詞: 二井原実（#11は山田雅樹、Jody Gray作詞；#17は山田雅樹、Stephan Galfas作詞）、全作曲: 高崎晃（#6のみ作詞・作曲：LOUDNESS、高崎晃）。 |                             |                                                                                |                                               |      |
| # | タイトル                    | 作詞                                                                           | 作曲・編曲                                    | 時間 |
| 1. | 「CRAZY DOCTOR」            | 二井原実 （#11は 山田雅樹 、Jody Gray作詞；#17は山田雅樹、Stephan Galfas作詞） | 高崎晃 （#6のみ作詞・作曲：LOUDNESS、高崎晃） | 4:13 |
| 2. | 「CRAZY NIGHTS」            | 二井原実 （#11は 山田雅樹 、Jody Gray作詞；#17は山田雅樹、Stephan Galfas作詞） | 高崎晃 （#6のみ作詞・作曲：LOUDNESS、高崎晃） | 4:06 |
| 3. | 「IN THE MIRROR」           | 二井原実 （#11は 山田雅樹 、Jody Gray作詞；#17は山田雅樹、Stephan Galfas作詞） | 高崎晃 （#6のみ作詞・作曲：LOUDNESS、高崎晃） | 3:40 |
| 4. | 「S.D.I.」                  | 二井原実 （#11は 山田雅樹 、Jody Gray作詞；#17は山田雅樹、Stephan Galfas作詞） | 高崎晃 （#6のみ作詞・作曲：LOUDNESS、高崎晃） | 4:18 |
| 5. | 「DREAM FANTASY」           | 二井原実 （#11は 山田雅樹 、Jody Gray作詞；#17は山田雅樹、Stephan Galfas作詞） | 高崎晃 （#6のみ作詞・作曲：LOUDNESS、高崎晃） | 4:35 |
| 6. | 「SOLDIER OF FORTUNE」      | 二井原実 （#11は 山田雅樹 、Jody Gray作詞；#17は山田雅樹、Stephan Galfas作詞） | 高崎晃 （#6のみ作詞・作曲：LOUDNESS、高崎晃） | 3:55 |
| 7. | 「LOUDNESS」                | 二井原実 （#11は 山田雅樹 、Jody Gray作詞；#17は山田雅樹、Stephan Galfas作詞） | 高崎晃 （#6のみ作詞・作曲：LOUDNESS、高崎晃） | 5:10 |
| 8. | 「GOTTA FIGHT」             | 二井原実 （#11は 山田雅樹 、Jody Gray作詞；#17は山田雅樹、Stephan Galfas作詞） | 高崎晃 （#6のみ作詞・作曲：LOUDNESS、高崎晃） | 3:45 |
| 9. | 「LIKE HELL」               | 二井原実 （#11は 山田雅樹 、Jody Gray作詞；#17は山田雅樹、Stephan Galfas作詞） | 高崎晃 （#6のみ作詞・作曲：LOUDNESS、高崎晃） | 3:47 |
| 10. | 「ARES' LAMENT」            | 二井原実 （#11は 山田雅樹 、Jody Gray作詞；#17は山田雅樹、Stephan Galfas作詞） | 高崎晃 （#6のみ作詞・作曲：LOUDNESS、高崎晃） | 5:29 |
| 11. | 「SLAUGHTER HOUSE」         | 二井原実 （#11は 山田雅樹 、Jody Gray作詞；#17は山田雅樹、Stephan Galfas作詞） | 高崎晃 （#6のみ作詞・作曲：LOUDNESS、高崎晃） | 3:54 |
| 12. | 「SPEED」                   | 二井原実 （#11は 山田雅樹 、Jody Gray作詞；#17は山田雅樹、Stephan Galfas作詞） | 高崎晃 （#6のみ作詞・作曲：LOUDNESS、高崎晃） | 5:32 |
| 13. | 「LET IT GO」               | 二井原実 （#11は 山田雅樹 、Jody Gray作詞；#17は山田雅樹、Stephan Galfas作詞） | 高崎晃 （#6のみ作詞・作曲：LOUDNESS、高崎晃） | 4:14 |
| 14. | 「THE SUN WILL RISE AGAIN」 | 二井原実 （#11は 山田雅樹 、Jody Gray作詞；#17は山田雅樹、Stephan Galfas作詞） | 高崎晃 （#6のみ作詞・作曲：LOUDNESS、高崎晃） | 5:49 |
| 15. | 「METAL MAD」               | 二井原実 （#11は 山田雅樹 、Jody Gray作詞；#17は山田雅樹、Stephan Galfas作詞） | 高崎晃 （#6のみ作詞・作曲：LOUDNESS、高崎晃） | 4:13 |
| 16. | 「MILKY WAY」               | 二井原実 （#11は 山田雅樹 、Jody Gray作詞；#17は山田雅樹、Stephan Galfas作詞） | 高崎晃 （#6のみ作詞・作曲：LOUDNESS、高崎晃） | 4:18 |
| 17. | 「GHETTO MACHINE」          | 二井原実 （#11は 山田雅樹 、Jody Gray作詞；#17は山田雅樹、Stephan Galfas作詞） | 高崎晃 （#6のみ作詞・作曲：LOUDNESS、高崎晃） | 5:02 |
| 合計時間: | 合計時間:                   | 76:08                                                                          |                                               |      |

### ディスク3（DVD）
※完全期間限定生産盤のみ
| 全作詞: 二井原実、全作曲: 高崎晃（#3のみ作曲：山下昌良）。 |                            |          |                                   |      |
| #                                                          | タイトル                   | 作詞     | 作曲・編曲                        | 時間 |
| 1.                                                         | 「CRAZY NIGHTS」           | 二井原実 | 高崎晃 （#3のみ作曲： 山下昌良 ） | 5:58 |
| 2.                                                         | 「LIKE HELL」              | 二井原実 | 高崎晃 （#3のみ作曲： 山下昌良 ） | 4:07 |
| 3.                                                         | 「HEAVY CHAINS」           | 二井原実 | 高崎晃 （#3のみ作曲： 山下昌良 ） | 4:48 |
| 4.                                                         | 「GET AWAY」               | 二井原実 | 高崎晃 （#3のみ作曲： 山下昌良 ） | 4:05 |
| 5.                                                         | 「WE COULD BE TOGETHER」   | 二井原実 | 高崎晃 （#3のみ作曲： 山下昌良 ） | 5:19 |
| 6.                                                         | 「RUN FOR YOUR LIFE」      | 二井原実 | 高崎晃 （#3のみ作曲： 山下昌良 ） | 4:17 |
| 7.                                                         | 「CLOCKWORK TOY」          | 二井原実 | 高崎晃 （#3のみ作曲： 山下昌良 ） | 4:28 |
| 8.                                                         | 「NO WAY OUT」             | 二井原実 | 高崎晃 （#3のみ作曲： 山下昌良 ） | 4:19 |
| 9.                                                         | 「THE LINES ARE DOWN」     | 二井原実 | 高崎晃 （#3のみ作曲： 山下昌良 ） | 4:59 |
| 10.                                                        | 「NEVER CHANGE YOUR MIND」 | 二井原実 | 高崎晃 （#3のみ作曲： 山下昌良 ） | 5:42 |

## クレジット
- 二井原実 - ボーカル
- 高崎晃 - ギター
- 山下昌良 - ベース
- 鈴木政行 - ドラムス
- 樋口宗孝 - ドラムス（ディスク2 #14,17を除く全楽曲）
- マイク・ヴェセーラ - ボーカル（ディスク2 #6）
- 山田雅樹 - ボーカル（ディスク2 #11,17）
- 沢田泰司 - ベース（ディスク2 #11）
- 柴田直人 - ベース（ディスク2 #17）
- 本間大嗣 - ドラムス（ディスク2 #17）